# Ропалце
Ропа́лце (мак. Ропалце) — село у Північній Македонії, входить до складу общини Липково Північно-Східного регіону.
Населення — 1373 особи (перепис 2002) в 286 господарствах.